# Joseph Preindl
Joseph Preindl (ur. 30 stycznia 1756 w Marbach an der Donau, zm. 26 października 1823 w Wiedniu) – austriacki kompozytor, organista, dyrygent i teoretyk muzyki.

## Życiorys
W dzieciństwie śpiewał w chórze chłopięcym w Mariazell. Był uczniem Johanna Georga Albrechtsbergera. Działał w Wiedniu, gdzie był organistą w kościele Maria am Gestade (1775–1778), kościele karmelitów w dzielnicy Leopoldstadt (1783–1787) i kościele św. Michała (1787). W 1793 roku otrzymał posadę kapelmistrza w kościele św. Piotra. Od 1795 do 1809 roku był wicekapelmistrzem, a od 1809 roku kapelmistrzem katedry św. Szczepana.
Napisał podręcznik śpiewu Gesang-Lehre (wyd. pośmiertnie Wiedeń 1827, 2. wyd. 1833) i pracę Wiener Tonschule, oder Elementarbuch zum Studium des Generalbasses, des Contrapunktes, der Harmonie- und Fugen-Lehre (Wiedeń 1827, wyd. 2. pt. Anweisung zum Generalbasse 1832). Skomponował m.in. 2 koncerty fortepianowe, 14 mszy, Requiem, Te Deum, ofertoria, wariacje, sonaty. Znaczna część jego dorobku uległa zniszczeniu podczas II wojny światowej.